# Limnonectes finchi
Espèce
Synonymes
- Rana microdisca finchi Inger, 1966

Statut de conservation UICN

 LC  : Préoccupation mineure
Limnonectes finchi est une espèce d'amphibiens de la famille des Dicroglossidae.

## Répartition
Cette espèce est endémique du Sabah au Malaisie à Bornéo. Elle se rencontre du niveau de la mer à 650 m d'altitude.
Sa présence est incertaine au Kalimantan en Indonésie.

## Description
Le mâle holotype mesure 35,1 mm.

## Étymologie
Cette espèce est nommée en l'honneur de O. C. Finch.

## Publication originale
- Inger, 1966 : The systematics and zoogeography of the amphibia of Borneo. Fieldiana, Zoology, vol. 52, p. 1–402 (texte intégral).